# Kiss József-díj
A Kiss József-díjat Kiss József textológus, Petőfi-kutató emlékére gyermekei, Kiss Anikó és Kiss Péter alapították olyan fiatal kutatók számára, akik a magyar irodalmi textológia területén kiemelkedőt alkottak. A díjat a Magyar Tudományos Akadémia Irodalomtudományi Intézete, a Textológia Bizottság és a Petőfi Irodalmi Múzeum karolta fel közösen. A díjjal oklevél és meghatározott pénzösszeg jár. Évente egyszer, egy személynek ítéli oda a kuratórium, amelynek tagjai: Szilágyi Márton, Békés Enikő, Kelevéz Ágnes. Az átadás a Magyar Tudomány Napján történik.

## Díjazottak
- 2013 – Orbán László
- 2014 – Csörsz Rumen István
- 2015 – Fórizs Gergely
- 2016 – Labádi Gergely
- 2017 – Balogh Piroska
- 2018 – Zabán Márta
- 2019 – Szilágyi Emőke Rita
- 2020 – Török Zsuzsa
- 2021 – Szalisznyó Lilla
- 2022 – Doncsecz Etelka
- 2023 – Hovánszki Mária
- 2024 – Kovács Zsuzsa, Orbán Áron, Szabó Ádám (megosztva)